# دانا إلكار
دانا إلكار (بالإنجليزية: Dana Elcar)‏ مواليد 10 أكتوبر 1927 في فيرندال، الولايات المتحدة - الوفاة 6 يونيو 2005 في فينتورا، الولايات المتحدة، هو ممثل أمريكي بدأ مسيرته الفنية سنة 1952. امتدت مسيرته الفنية لأكثر من 50 عاما. درس في جامعة ميشيغان.

## الأعمال

### أفلام
- اللدغة (1973)

### مسلسلات
- غايدنغ لايت (1962)
- الرجل الأخضر الخارق (1978)
- ترابر جون إم دي (1983)
- السائق نايت (1983)
- جريمة في ثلاث فصول (1986)
- ماتلوك (1987) (بدور: آرثر هيوز)
- باص المدرسة العجيب (1995)
- إي آر (2002)

## روابط خارجية
- دانا إلكار على موقع IMDb (الإنجليزية)
- دانا إلكار على موقع ألو سيني (الفرنسية)
- دانا إلكار على موقع ألو سيني (الفرنسية)
- دانا إلكار على موقع أول موفي (الإنجليزية)
- دانا إلكار على موقع قاعدة بيانات برودواي على الإنترنت (الإنجليزية)
- دانا إلكار على موقع قاعدة بيانات الأفلام السويدية (السويدية)
- دانا إلكار على موقع إن إن دي بي (الإنجليزية)
- دانا إلكار على موقع قاعدة بيانات الفيلم (الإنجليزية)
- دانا إلكار على موقع كينوبويسك (الروسية)